# Mouloudia olympique de Béjaïa
Pour les articles homonymes, voir Mouloudia (homonymie) et MOB.
Maillots
Actualités
Dernière mise à jour : 23 juillet 2025.
Le Mouloudia olympique de Bejaia (en kabyle : Muludya Ulambik n Bgayet, en tifinagh : ⵎⵓⵍⵓⴷⵢⴰ ⵓⵍⴰⵎⴱⵉⴽ ⵏ ⴱⴳⴰⵢⴻⵜ, en arabe : المولودية الأولمبية لبجاية), couramment abrégé en MO Béjaïa ou encore en MOB, est un club algérien de football fondé en 1954 et basé dans la Wilaya de Béjaïa, en Kabylie.

## Histoire

### Fondation du Mouloudia Olympique de Bejaia

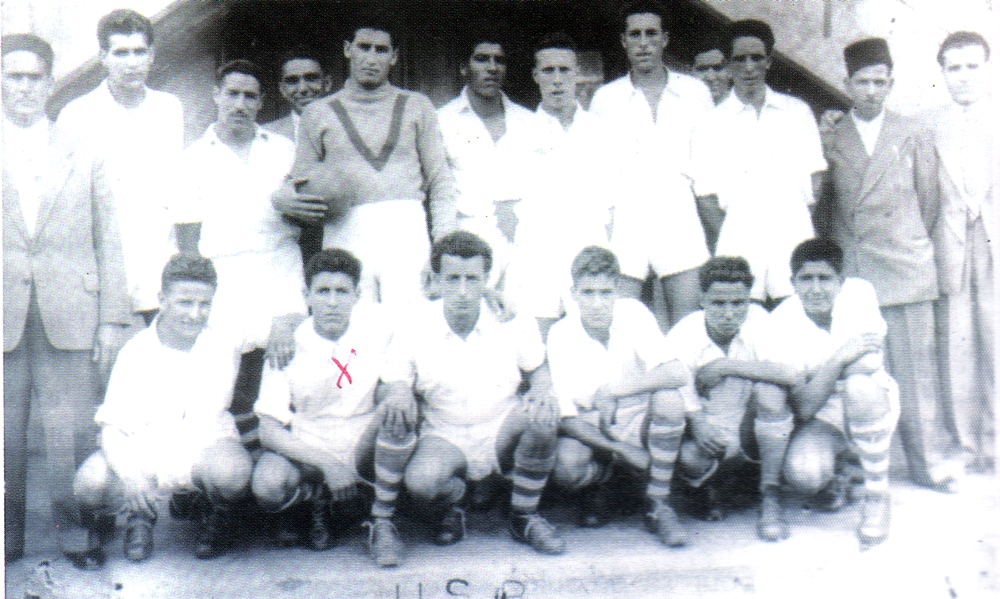
L'US Bougiotte dans les années 50

Le Mouloudia Olympique de Bejaia voit le jour le 2 juillet 1954, après la fusion des deux clubs historiques de Béjaïa le CS Bougie (né le 9 avril 1945) et l’US Bougie, pour renforcer la scène footballistique de Béjaia. Le récépissé de déclaration de création du MOB est déposé le 5 juillet 1954 par Abelhafid Tamzali premier président du Mouloudia. Le club, à sa création, est omnisports et compte plusieurs sections dont le Football, la natation, l’athlétisme et le Basketball. Le premier comité du Mouloudia Olympique Bougiote est composé comme suit :
- Abdelhafid Tamzali : 1er président du MO Béjaia ;
- Khelil Baba-Aissa : président adjoint ;
- Athmane Bourouag : vice-président ;
- Ahmed Chaabane : 1er vice-président ;
- Loucif Yousfi : 2e vice-président ;
- Mustapha Talantikit : secrétaire général ;
- Ahmed Ougana : secrétaire général adjoint ;
- Membres assesseurs : Hamoud Baba-Aissa, Mohamed Chikhi, Tahar Djebar, Ahmed Djelili, Ali Hadahoum, Omar Ladjouze, Hachemi Ladjouze, Allaoua Kasri Ahmed Meziani, Fatah Mahindad, Redouane Tidjiza, Djelloul Tedjiza.

### 1956-1962: le retrait du MOB de toutes compétitions sportives
Le 13 mai 1956, le club boycotte avec toutes les associations sportives algériennes les compétitions officielles des trois ligues régionales à la demande du FLN.
Durant le gel des activités sportives prôné par le FLN entre 1956 et 1962, le MOB rentre en veilleuse jusqu'au recouvrement de l'indépendance en 1962. Plusieurs joueurs du MOB sont morts durant la guerre d'Algérie.

### Passage en société par actions
Depuis 2010, la loi algérienne exige que les clubs de 1re et 2e divisions passent en mode professionnel et établissent une SSPA (Société sportive par actions).

### Accession en Ligue 1
À la fin de saison 2011-2012, l'équipe échoue pour l'accession en Ligue 1 en terminant 4e à un point du 3e.
La saison suivante, le 30 avril 2013, le MOB réussit pour la première fois de son histoire à accéder en Ligue 1 et gagne son dernier match de la saison le 3 mai 2013  (1-0) au Stade de l'Unité Maghrébine face à l'équipe championne de la Ligue 2, le CRB Aïn Fakroun, Le MOB termine 3e au classement final.
Pour sa première participation dans le palier supérieur du football algérien, le MOB réussit à se maintenir difficilement en D1 et termine 11e au classement général (2013-2014). En 2015, le MOB réalise un grand parcours en championnat et en coupe, il réussit à gagner sa première Coupe d'Algérie face au RC Arbaâ (1-0) et termine la saison à la 2e place en championnat, ce qui constitue la meilleure performance dans l'histoire du club.
À la fin de la saison 2016-2017, le MOB termine dernier au classement et est relégué en deuxième division. Pour la saison suivante: 2017-2018, le MOB termine premier au classement de D2, ce qui lui permet de retrouver la D1.
À la fin de la saison 2021-2022 le MOB est relégué en troisième division algérienne.
La saison 2024-2025, le MO Béjaïa a réalisé un parcours impressionnant en Coupe d'Algérie, atteignant les quarts de finale de la Coupe d’Algérie malgré sa position en 3e division. L’équipe a d'abord créé la surprise en éliminant deux clubs de divisions supérieures, montrant ainsi son potentiel et sa détermination. En quart de finale, le MO Béjaïa a fait face au CR Belouizdad, un pilier du football algérien, et malgré une lutte acharnée, ils se sont inclinés sur le plus petit des scores, mettant en valeur la compétitivité de l'équipe et leur formidable parcours. La même saison, le MO Béjaïa a décroché sa montée en Ligue 2 grâce à une victoire décisive face à son rival le JSM Béjaïa. Islam Bendif a inscrit l’unique but sur penalty, scellant le score à 1-0. 

## Résultats sportifs

### Palmarès
| Compétitions nationales | Compétitions internationales                                                                             |
| --- | --- |
| - Ligue 1 - Vice-champion : 2015. - Coupe d'Algérie (1) - Vainqueur : 2015. - Supercoupe d'Algérie - Finaliste : 2015. - Ligue 2 (1) - Champion : 2018. - DNA (2) - Champion Gr. Centre-Est : 2011 et 2025. | - Coupe de la confédération 2016 - Finaliste : 2016. - Ligue des champions - Huitièmes de finale : 2016. |

### Parcours du MOB après l'indépendance
A noter qu'entre la saison 1977-1978 à 1989-1990, le Mechâal Baladiat Béjaïa remplace le MOB.
- 1962-63 : D1, Critérium National, Constaninois Gr. 4, 6e
- 1963-64 : D2, Division d'honneur, ?
- 1964-65 : D2, Division d'honneur, 14e
- 1965-66 : D3, Promotion d'honneur, ?
- 1966-67 : D4, Promotion d'honneur, ?
- 1967-68 : ?
- 1968-69 : ?
- 1969-70 : ?
- 1970-71 : ?
- 1971-72 : ?
- 1972-73 : ?
- 1973-74 : ?
- 1974-75 : ?
- 1975-76 : ?
- 1976-77 : D3, Division d'honneur, ?
- 1977-78 : D2, Gr. Est, 13e
- 1978-79 : D2, Gr. Est, 14e
- 1979-80 : ?
- 1980-81 : ?
- 1981-82 : ?
- 1982-83 : ?
- 1983-84 : ?
- 1984-85 : ?
- 1985-86 : ?
- 1986-87 : D3, Division d'Honneur, Gr. Est A, 2e
- 1987-88 : D3, Division d'Honneur, Gr. Est A, 3e
- 1988-89 : D3, Régionale, Constantine, 3e
- 1989-90 : D3, Régionale, Constantine, 6e
- 1990-91 : D3, Régionale, Constantine, 14e
- 1991-92 : ?
- 1992-93 : ?
- 1993-94 : ?
- 1994-95 : D3, Régionale, Constantine, 9e
- 1995-96 : D3 - Division regional , ligue  de l'est - constantine . 2e .
- 1996-97 : ?
- 1997-98 : ?
- 1998-99 : D3, Régionale, Constantine, 3e
- 1999-00 : ?
- 2000-01 : D3, Régionale, Constantine, 3e
- 2001-02 : D3, Régionale, Constantine, 1re
- 2002-03 : D2, Gr. Centre-Est, 8e
- 2003-04 : D2, Gr. Centre, 5e
- 2004-05 : D2, Ligue 2, 10e
- 2005-06 : D2, Ligue 2, 6e
- 2006-07 : D2, Ligue 2, 7e
- 2007-08 : D2, Ligue 2, 12e
- 2008-09 : D2, Ligue 2, 16e
- 2009-10 : D2, Ligue 2, 18e
- 2010-11 : D3, DN Amateur, Gr. Centre-Est, 1re
- 2011-12 : D2, Ligue 2, 4e
- 2012-13 : D2, Ligue 2, 2e
- 2013-14 : D1, Ligue 1, 11e
- 2014-15 : D1, Ligue 1, 2e
- 2015-16 : D1, Ligue 1, 6e
- 2016-17 : D1, Ligue 1, 16e
- 2017-18 : D2, Ligue 2, 1re
- 2018-19 : D1, Ligue 1, 14e
- 2019-20 : D2, Ligue 2, 14e
- 2020-21 : D2, Ligue 2 Gr. Centre, 3e
- 2021-22 : D2, Ligue 2 Gr. Est, 12e
- 2022-23 : D3, Inter-régions, Gr. Centre-Est, 12e
- 2023-24 : D3, Inter-régions, Gr. Centre-Est, 2e
- 2024-25 : D3, Inter-régions, Gr. Centre-Est, 1re
- 2025-26 : D2, Ligue 2, Gr. Centre-Est, ?e

Bilan du MO Béjaïa en championnat et coupes à partir de 1962 (Résultats mis à jour saison 2024-2025 pour les compétitions nationales, et jusqu'en février 2020 pour les compétitions internationales).
| Championnat                   | Saisons | Titres | J   | G  | N  | P  | Bp  | Bc  | Diff |
| ----------------------------- | ------- | ------ | --- | -- | -- | -- | --- | --- | ---- |
| Ligue 1                       | 5       | 0      | 150 | 43 | 50 | 57 | 144 | 166 | -22  |
| Ligue 2                       | 22      | 1      |     |    |    |    |     |     |      |
| Total                         | 26      | 1      |     |    |    |    |     |     |      |
| Coupes nationales             | Saisons | Titres | J   | G  | N  | P  | Bp  | Bc  | Diff |
| Coupe d'Algérie               | 59      | 1      |     |    |    |    |     |     |      |
| Supercoupe d'Algérie          | 1       | 0      | 1   | 0  | 0  | 1  | 0   | 1   | -1   |
| Total                         |         |        |     |    |    |    |     |     |      |
| Compétitions africaines       | Saisons | Titres | J   | G  | N  | P  | Bp  | Bc  | Diff |
| Ligue des champions de la CAF | 1       | 0      | 6   | 2  | 1  | 3  | 6   | 6   | 0    |
| Coupe de la confédération     | 1       | 0      | 12  | 2  | 7  | 3  | 6   | 9   | -3   |
| Total                         | 2       | 0      | 18  | 4  | 8  | 6  | 12  | 15  | -3   |
| Total Général                 |         | 2      |     |    |    |    |     |     |      |

### Statistiques Tour atteint
Le MOB a participé à 59 éditions, a été éliminé au tour régional - fois et a atteint les tours finales 15 fois.

## Personnalités du club

### Joueurs emblématiques
- Zahir Zerdab
- Nassim Oussalah
- Fodil Dob
- Nassim Yattou
- Azzedine Doukha
- Nassim Dehouche
- Okacha Hamzaoui
- Faouzi Rahal
- Soumaila Sidibé
- Faouzi Yaya

### Présidents
| Rang | Nom                | Période   |
| ---- | ------------------ | --------- |
| 1    | Abdelhafid Tamzali | 1954-1956 |
| 2    | Akli Sellami       | -         |
| 3    | Mustapha Bouchebah | -2013     |
| 4    | Hamid Akik         | 2013      |
| 5    | Mustapha Arezki    | 2016      |
| 6    | Zahir Attia        | 2016      |
| 7    | Akli Adrar         | 2018-2020 |
| 8    | Djamel Boukhiba    | 2023-     |

## Identité du club

### Noms du club
Le nom Mouloudia a été choisi comme hommage au Mouloudia d'Alger qui représentait le mouvement nationaliste algérien à l'époque.

### Logos

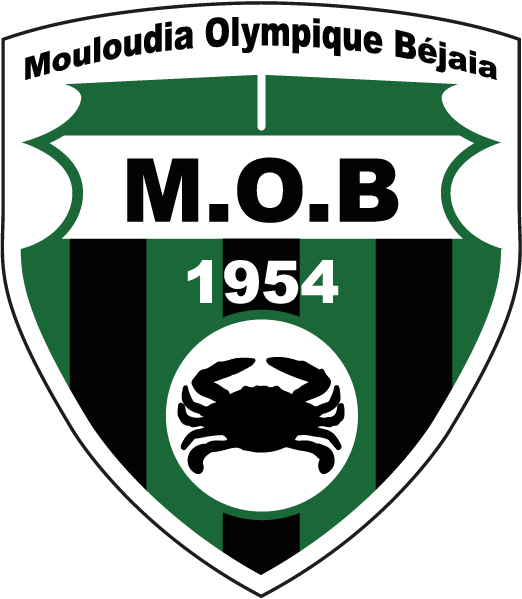
Logo actuel

## Structures du club

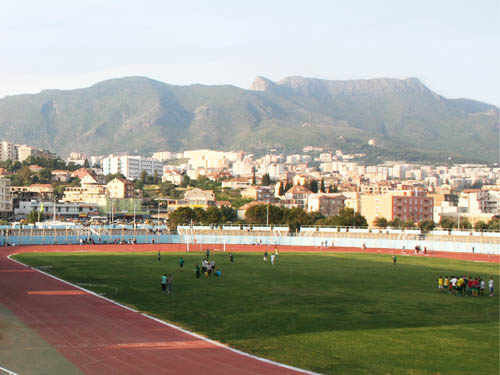
Stade de l'Unité maghrébine dont le MOB est le club résident.

### Stade de l'Unité maghrébine
Ce stade est le principal stade de compétition et d'entrainement du club, tous les matchs s'y déroulent.

### Direction
Le Mouloudia Olympique de Béjaïa a souvent été confronté à de terribles conflits entre ses dirigeants.

## Culture populaire

### Groupe de supporteurs
Il y a 3 Ultras et 1 Barra brava pour supporter le club   
| Nom                 | Abréviation | Date de création | Emplacement du stade |
| ------------------- | ----------- | ---------------- | -------------------- |
| Ultras Granchio     | UG          | 02/10/2009       | Couvert B            |
| Ultras Saldae Kings | USK         | 04/03/2011       | Couvert A            |
| La Banda Berbèrista | LBB         | 30/01/2016       | Tribune la Cité      |
| Ultras Free Men     | UFM         | 19/06/2016       | Adrar N Tizi         |

### Rivalités sportives
La rivalité sportive entre les deux clubs emblématiques de la ville de Béjaia, le Mouloudia Olympique de Béjaïa et la Jeunesse Sportive Madinet Béjaïa est une tradition bien ancrée dans l'imaginaire sportif des fans des deux clubs; et parfois au delà. L'équipe du MOB affronte dans ce match sa rivale de la haute ville, la JSM Béjaïa. Un derby qui mets souvent la ville en ébullition les jours précédant le match et bien au delà et peut parfois déboucher sur des violences urbaines entre supporters des deux clubs. Le derby se déroule habituellement au Stade de l'Unité Maghrébine sous une affluence nombreuse . Le premier match entre les deux équipes est joué durant la saison 1954-1955 au Stade Salah-Benallouache, l'autre et ancien stade de la ville de Béjaia qui s'est soldé par un match nul.